# Phylloscyrtus vittatus
Phylloscyrtus vittatus is een rechtvleugelig insect uit de familie krekels (Gryllidae). De wetenschappelijke naam van deze soort is voor het eerst geldig gepubliceerd in 1863 door Gerstaecker.